# Dryadaula mesosticha
Dryadaula mesosticha är en fjärilsart som beskrevs av Turner 1923. Dryadaula mesosticha ingår i släktet Dryadaula och familjen äkta malar. Inga underarter finns listade i Catalogue of Life.